# Modo de audición reflexivo
El modo de audición reflexivo es uno de los dos modos de audición establecidos por Denis Smalley para describir el proceso de la percepción sonora. Los modos de audición de Smalley describen este proceso en función de la atención, pero teniendo en cuenta, al mismo tiempo, si la audición se centraba en el sujeto, o, por el contrario, en el objeto.
El modo auditivo reflexivo es un modo centrado en el sujeto, en su respuesta emocional ante el sonido percibido. Es lo François Delalande califica de conducta enfática en la recepción musical.
- Datos: Q6020365